# Canadá nos Jogos Pan-Americanos de 2015
O Canadá competiu nos Jogos Pan-Americanos de 2015 em Toronto de 10 a 26 de julho de 2015. Como país anfitrião, a equipe competiu em todos os 36 esportes. Em 01 de julho de 2015, o canoísta Mark Oldershaw foi nomeado o porta-bandeira do país na cerimônia de abertura. Uma equipe de 720 atletas competindo em todos os 36 esportes representou o país nos jogos, a maior equipe que o Canadá enviou a qualquer evento multiesportivo.

## Medalhistas
| Medalha | Nome | Esporte                                                     | Evento                  | Gênero    | Dia |
| ------- | --- | ----------------------------------------------------------- | ----------------------- | --------- | --- |
| Ouro    | Émilie Fournel Kathleen Carole Fraser Michelle Russell Hannah Vaughan                                                                              | Canoagem                                                    | K-4 500 metros          | Feminino  | 11  |
| Ouro    | Jacqueline Simoneau Karine Thomas | [[Ficheiro:\|border \|20px\|link=\|alt=]] Nado sincronizado | Duplas                  | Feminino  | 11  |
| Ouro    | Jacqueline Simoneau Karine Thomas Gabriella Brisson Annabelle Frappier Claudia Holzner Lisa Mikelberg Marie-Lou Morin Samantha Nealon Lisa Sanders | [[Ficheiro:\|border \|20px\|link=\|alt=]] Nado sincronizado | Time                    | Feminino  | 11  |
| Ouro    | Tory Nyhaug | Ciclismo                                                    | BMX                     | Masculino | 11  |
| Prata   | Ecaterina Guica | Judô                                                        | 52 quilos               | Feminino  | 11  |
| Prata   | Roseline Filion | Saltos ornamentais                                          | Plataforma de 10 metros | Feminino  | 11  |
| Bronze  | Gabriel Fernandes | Saltos ornamentais                                          | Plataforma de 3 metros  | Masculino | 11  |
| Bronze  | Meaghan Benfeito | Saltos ornamentais                                          | Plataforma de 10 metros | Feminino  | 11  |